# Valerianella leiocarpa
Valerianella leiocarpa är en kaprifolväxtart som först beskrevs av C. Koch, och fick sitt nu gällande namn av O. Kuntze. Valerianella leiocarpa ingår i släktet klynnen, och familjen kaprifolväxter. Inga underarter finns listade i Catalogue of Life.